# Bashkimi (1943)
Bashkimi var en albansk tidning med samhälle och politik som tema. Den utkom för första gången den 25 mars 1943 och var organ för Albaniens demokratiska front (en kommunistisk massrörelse). Efter kommunismens fall i Albanien blev tidningen partipolitiskt obunden.